# Supy

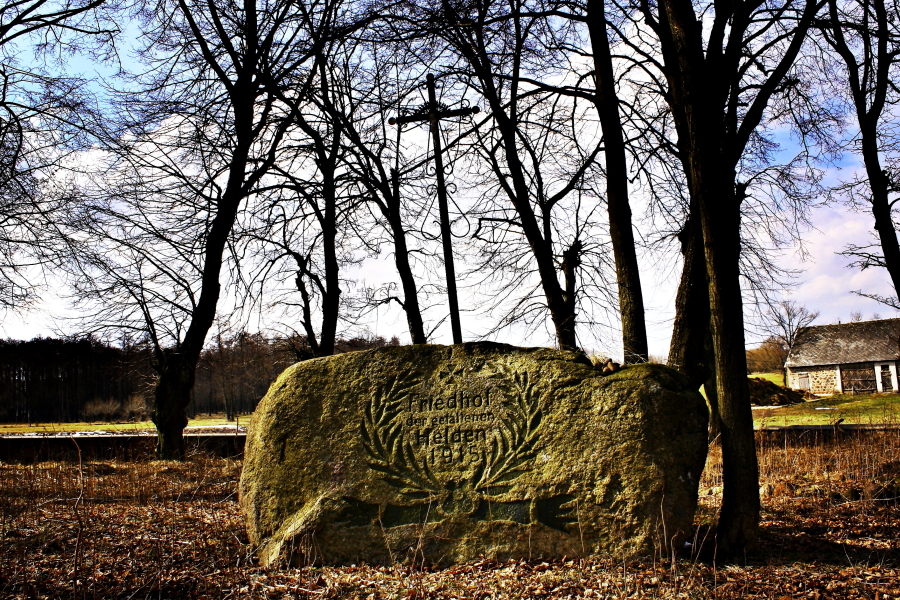
Cmentarz wojenny w Supach.

Supy – wieś w Polsce położona w województwie podlaskim, w powiecie łomżyńskim, w gminie Przytuły.
Wierni kościoła rzymskokatolickiego należą do parafii Krzyża Świętego w Przytułach.

## Historia
Prywatna wieś szlachecka Supy-Gręzka położona była w drugiej połowie XVI wieku w powiecie radziłowskim ziemi wiskiej województwa mazowieckiego.
W latach 1921–1939 wieś leżała w województwie białostockim, w powiecie kolneńskim (od 1932 w powiecie łomżyńskim), w gminie Przytuły.
Według Powszechnego Spisu Ludności z 1921 roku zamieszkiwało tu 186 osób w 34 budynkach mieszkalnych. Miejscowość należała do parafii rzymskokatolickiej w m. Przytuły. Podlegała pod Sąd Grodzki w Stawiskach i Okręgowy w Łomży; właściwy urząd pocztowy mieścił się w m. Jedwabne.
W czasie II wojny światowej w pobliżu stacjonowała żandarmeria niemiecka – siedzibę miała w lesie na Borkach (przy drodze z Sup do Wag).
W latach 1975–1998 miejscowość należała administracyjnie do województwa łomżyńskiego.

## Zabytki
We wsi znajduje się cmentarz wojenny żołnierzy niemieckich i rosyjskich z okresu I wojny światowej, ogrodzony kamiennym murem z metalową bramą. Znajduje się tam duży głaz narzutowy z krzyżem metalowym oraz napisem na kamieniu w języku niemieckim i z datą 1915. Wpisany do rejestru zabytków NID (dec. 245 z 23.02.1987)